# Dragon Ball Z: Budokai Tenkaichi 2
Dragon Ball Z Budokai Tenkaichi 2 (in Japan Dragon Ball Z Sparking Neo) is een Japans computerspel uit 2006 voor de PlayStation 2 en Wii, waarin een saiyan genaamd Goku samen met zijn vrienden tegen het kwaad moeten strijden.
De Nintendo Wii-versie kwam in maart 2007 uit, de PlayStation 2-versie op 27 oktober.

## Story Mode
In dit deel zal de verhaallijn weer hetzelfde zijn. Het verhaal volgt de saga's van de series met tussendoor de gebeurtenissen van de films. Maar in dit deel zal het spel nu RPG-elementen
bevatten. Zo kun je met Goku rondvliegen door de wereld van Dragon Ball.
Je kan landen op de grond en met mensen praten in de stad. Je kunt items kopen. Je kan door andere vijanden te verslaan (die geen invloed hebben op het spelverloop) levels omhoog gaan waardoor je meer aanvals-, ki-, levenskracht etc. krijgt en een grotere kans hebt om sterke tegenstanders te verslaan. Soms hoef je een vijand helemaal niet te verslaan, maar alleen te overleven. Dit heeft Spike erin gezet om het vechten minder eentonig te maken.

## Area's
- Glaciers (gevecht tegen Android 13) (Nieuw)
- Kame's house (Nieuw)
- Supreme Kai's World
- Rocky Area
- Namek
- Dying Namek (Nieuw)
- Wasteland
- Dying Earth (Nieuw)
- Cell Games Arena
- Room Of Spirit And Time
- World Championship ring
- City (Ruins)
- Mountain Road
- Planet (planeet waar gevechten worden uitgevochten die niet op aarde of op Namek plaatsvinden zoals het gevecht met Broly, het eerste gevecht met Bebi)
- Islands
- Kami's Lookout
- Space (Japanse/PAL Wii-versie)

## Nieuwe of terugkerende elementen
- In-gametransformaties en fusies: op aandringen van de fans werd het weer mogelijk door op R3 (of 1 bij de Wii) plus bijbehorende transformatieknop te drukken te transformeren (SSJ) of the fuseren (Gotenks).
- Tag-teamopties: met maximaal vijf personages in een team vechten tegen een ander team of personage. Het is hierbij alleen mogelijk om met twee personages te fuseren.

## Speelbare personages
Alle personages van Dragon Ball Z: Budokai Tenkaichi komen terug in het tweede deel en hebben soms meer transformaties gekregen.
De kracht van het personage hangt meestal af van de spiermassa, bijvoorbeeld:
Een personage met veel spieren geeft hardere klappen maar is veel trager dan een klein personage, want die zijn meestal veel sneller.
| Terugkerende personages | Terugkerende personages | Terugkerende personages | Terugkerende personages | Terugkerende personages | Terugkerende personages |
| --- | --- | --- | ----------------------- | ----------------------- | ----------------------- |
| - Goku (Base, SSJ, SSJ2, SSJ3) - Goku (SSJ4) - Kid Goku (Base, Great Ape) - Kid Gohan - Teen Gohan (Base, SSJ, SSJ2) - Gohan (Base, SSJ, SSJ2, Great Saiyaman) - Ultimate Gohan - Piccolo - Krillin - Yamcha - Tien - Chiaotzu - Vegeta (Saiyan Saga) (Base, Great Ape) - Vegeta (Cell Saga) (Base, SSJ, Super Vegeta) - Vegeta (Buu Saga) (Base, SSJ, SSJ2) - Majin Vegeta - Vegeta (SSJ4) - Kid Trunks (Base, SSJ) | - Goten (Base, SSJ) - Trunks (w/ Sword) (Base, SSJ) - Trunks (w/ Saiyan Armor) (Base, SSJ, USSJ2) - Gotenks (Base, SSJ, SSJ3) - Vegetto (Base, SSJ) - Gogeta (SSJ, SSJ4) - Mr. Satan - Videl (Base, Great Saiyaman 2) - Raditz (Base, Great Ape) - Saibaman - Nappa (Base, Great Ape) - Dodoria - Zarbon (Base, Super Zarbon (Monster Form)) - Guldo - Recoome - Burter - Jeice - Captain Ginyu - Frieza (Base, Form 2, Form 3, Final Form, 100% Full Power) - Mecha Frieza | - Android 16 - Android 17 - Android 18 - Android 19 - Android 20 / Dr. Gero - Cell (Imperfect Form, Semi-Perfect Form, Perfect Form, Super Perfect Form) - Cell Jr. - Demon King Dabura - Majin Boo - Evil Buu - Super Buu (Base, Gotenks Buu, Gohan Buu) - Kid Buu - Bardock (Base, Great Ape) - Cooler (Base, Final Form) - Broly (Base, SSJ, Legendary SSJ) - Bojack (Base, Full Power) - Super 17 - Baby-Vegeta (Base, Super Baby-Vegeta, Super Baby-Vegeta 2, Golden Oozaru) - Janemba (Base, Final Form) - Master Roshi (Base, 'Max Power' ) - General Tao |                         |                         |                         |
| Nieuwe personages | | |                         |                         |                         |
| - Android 13 (Base, Super) - Lord Slug (Base, Giant) - Turles (Base, Great Ape) - Tapion - Hildegarn (Transformed) - Metal Cooler - Appule (Japanse/PAL Wii version) - Emperor Pilaf Robot (Base, Fused - Japanse/PAL Wii versie) | - Pikkon - Garlic Jr. (Base, Super Garlic Jr.) - Sauzer - Zangya - Yajirobe - Supreme Kai (Base, Kibito Kai) - Frieza's Soldier (Japanse/PAL Wii versie) - Cyborg Tao (Japanse/PAL Wii versie) | - Cui - Pan - Oob (Base, Majuub) - Syn Shenron (Base, Omega Form) - Grandpa Gohan - Piccolo Daimaō |                         |                         |                         |